# نورياكي سوغياما
نورياكي سوغياما (杉山紀彰 سوغياما نورياكي) هو مؤدي أصوات ياباني ولد في 9 مارس 1976 في طوكيو.

## أدواره في الأنمي

### مسلسلات أنمي تلفزيونية
- ناروتو - ساسكي أوتشيها
- ناروتو شيبودن - ساسكي أوتشيها
- بوروتو: ناروتو نكست جينيريشنز - ساسكي أوتشيها
- روك لي وأصدقائه النينجا - ساسكي أوتشيها
- بليتش - أوريو إيشيدا
- فيت/ستاي نايت - شيرو إميا
- فيت/ستاي نايت Unlimited Blade Works - شيرو إميا
- كود غياس: لولوش المتمرد - ريفال كارديموند, كينتو سوغياما
- كود غياس: لولوش المتمرد R2 - ريفال كارديموند, كينتو سوغياما
- فتاة الجحيم - مامورو هاناكاسا
- فتاة الجحيم: رفيق المساء - مامورو هاناكاسا
- الخادم الأسود - ويليام تي سبيرز
- الخادم الأسود 2 - ويليام تي سبيرز
- الخادم الأسود Book of Circus - ويليام تي سبيرز
- الرمية الكبرى - جونتا تاكاسي
- موياشيمون - تاكوما كاواهاما
- ون بيس - فينسموك إيتشيجي
- كاتسوغيكي: توكين رانبو - كونّوسكي
- باتلرز - تاكاشي ميكوني
- نزل الآخرة - هاكّابو
- ري لايف - أكيرا إينوكاي
- دي جرايمان HALLOW - أليستر كروري
- كاردفايت!! فانغارد - كاتسومي موريكاوا
- كاردفايت!! فانغارد (2018) - كاتسومي موريكاوا
- موب سايكو 100 - ريو شيمازاكي

### أنمي الإنترنت
- هيتاليا Axis Powers - إنجلترا
- هيتاليا World Series - إنجلترا
- وجبة الغداء في منزل إميا - شيرو إميا

### أوفا أنمي
- كارنفال فانتازم - شيرو إميا

### أفلام أنمي
- فيلم بليتش: ميموريز أوف نوبودي - أوريو إيشيدا
- فيلم بليتش: ذا دياموند داست ريبيليون, هيورينمارو آخر - أوريو إيشيدا
- فيلم بليتش: فصل الجحيم - أوريو إيشيدا
- فيلم ناروتو: صدام النينجا في أرض الثلج - ساسكي أوتشيها
- فيلم ناروتو شيبودن: الروابط - ساسكي أوتشيها
- فيلم ناروتو شيبودن: إرادة النار - ساسكي أوتشيها
- فيت/ستاي نايت: Unlimited Blade Works - شيرو إميا
- سلسلة أفلام فيت/ستاي نايت Heaven's Feel
  - فيت/ستاي نايت Heaven's Feel: الفصل الأول: presage flower - شيرو إميا
  - فيت/ستاي نايت Heaven's Feel: الفصل الثاني: lost butterfly - شيرو إميا
- هيتاليا: الشاشة الفضية Paint it, White - إنجلترا
- الخادم الأسود Book of the Atlantic - ويليام تي سبيرز

## أدواره في ألعاب الفيديو
- سنغوكو باسارا: ساموراي هيروز - سورين أوتومو
- ناروتو: كلاش أوف نينجا - ساسكي أوتشيها
- ناروتو: ألتيميت نينجا - ساسكي أوتشيها
- ناروتو شيبودن: كيزونا درايف - ساسكي أوتشيها
- ناروتو: باورفل شيبودن - ساسكي أوتشيها
- ناروتو شيبودن: ألتيميت نينجا ستورم 3 - ساسكي أوتشيها
- ناروتو شيبودن: ألتيميت نينجا ستورم ريفولوشن - ساسكي أوتشيها
- ناروتو شيبودن: ألتيميت نينجا ستورم 4 - ساسكي أوتشيها
- جوجوز بيزار أدفنتشر: أول ستار باتل - برونو بوتشيلاتي
- جوجوز بيزار أدفنتشر: آيز أوف هيفن - برونو بوتشيلاتي

## أدواره في الدبلجة اليابانية
- منزل فوستر - بلو
- بن 10: إليين فورس - كيفن ليفن
- بن 10: ألتيمت إليين - كيفن ليفن
- بن 10: أومنيفرس - كيفن ليفن
- فارس وفادي - فؤاد
- ترانسفورمرز: برايم - كليفجامبر
- هيا آرنولد! - ستينكي
- ماما ميا! - سكاي
- ثلاثة عشر سبباً - كلاي جينسن

## وصلات خارجية
- نورياكي سوغياما على موقع IMDb (الإنجليزية)
- نورياكي سوغياما على موقع ميوزك برينز (الإنجليزية)
- نورياكي سوغياما على موقع قاعدة بيانات الفيلم (الإنجليزية)
- نورياكي سوغياما على موقع ANN person (الإنجليزية)